# Alternatív jobboldal
Az alternatív jobboldal (röviden: alt-jobb, angolul: Alt-Right) egy újszerű politikai irányzat, amely elutasítja a hagyományos jobboldali konzervativizmus legnépszerűbb tanait.
Az alternatív jobboldal nagymértékben használja az internetet és ezen belül a közösségi médiát. Az Egyesült Államokban ez kezdetben és legerősebben olyan weboldalakon jelent meg, mint például a Twitter, a 4chan és a 8chan, ahol sokszor névtelen felhasználók hoznak létre tartalmakat. Az általuk gyakran használt internetes mémekkel való kommunikáció során nehéz eldönteni, hogy a politikai vélemény mekkora része vehető komolyan, és mekkora rész az, ami pusztán figyelemfelkeltési célból íródott. Az alternatív jobboldal számára a közösségi média (különösen a Twitter) rendkívül fontos az üzenetek közvetítésében.
A fogalom Donald Trump republikánus elnöki jelölésével, majd megválasztásával került a széles köztudatba. Trump támogatói között jelentős számban találhatók olyan választók, akik az alternatív jobboldali irányzathoz köthetők. Ezen választók közös jellemzője, hogy elutasítják a bevándorlást, a multikulturalizmust és a politikai korrektséget.

## Főbb jellemzők
Az alternatív jobboldalnak nincsen egységes, kiforrott nézetrendszere. Az elsősorban internetes fórumbejegyzések és kommentek, esetleg blogok formájában létező tartalmak összefogása és értelmezése nehézkes. 
Az alternatív jobboldal néhány tagjának írásai tartalmaznak antiszemita, faji nacionalista, jobboldali populista és etnicista elemeket.
Az alternatív jobboldal tagjai a politikai korrektséget általában elutasítják.

## Kritikája
A hagyományos jobboldali, illetve konzervatív körök általában kritizálják az alternatív jobboldalt, azt rasszistának és gyűlöletkeltőnek bélyegezve. 
A baloldali, illetve a liberális irányzatok képviselői is hevesen támadják a mozgalom tagjait, részben ugyanezen indokokból.

## Internetes mémek használata
Az alternatív jobboldal egyik legfontosabb ismertetőjele az internetes mémek széleskörű használata. Ebből kifolyólag sokan megkérdőjelezik, hogy itt valóban egy komoly politikai állásfoglalás történik, vagy pusztán csak trollkodásról van szó. Más szakértők szerint a mémek csupán arra szolgálnak, hogy humoros formában elfedjék a valójában keményen rasszista vagy épp egyenesen neonáci nézeteket.

## Fordítás
Ez a szócikk részben vagy egészben a Alt-right című angol Wikipédia-szócikk ezen változatának fordításán alapul.  Az eredeti cikk szerkesztőit annak laptörténete sorolja fel. Ez a jelzés csupán a megfogalmazás eredetét és a szerzői jogokat jelzi, nem szolgál a cikkben szereplő információk forrásmegjelöléseként.